# Liste d'œuvres d'art public de Chartres
Pour un article plus général, voir Liste d'œuvres d'art public en Eure-et-Loir.
Cet article vise à recenser les œuvres d'art dans l'espace public de la commune de Chartres, préfecture du département français d'Eure-et-Loir, en région Centre-Val de Loire.

## Liste
Les œuvres sont classées par ordre chronologique d'installation, dans la mesure des informations disponibles. 

### Sculptures
| Œuvre                             | Auteur                                                       | Localisation                                                                             | Notes | Installation | Coordonnées                      | Illustration                         |
| --------------------------------- | ------------------------------------------------------------ | ---------------------------------------------------------------------------------------- | --- | ------------ | -------------------------------- | ------------------------------------ |
| Colonne Marceau,                  | Laurent Morin, architecte Charpentier, sculpteur ornemaniste | Place Marceau                                                                            | Inscrit MH (2017). | 1801         | 48° 26′ 43″ nord, 1° 29′ 16″ est | Colonne Marceau                      |
| Statue de Marceau,                | Auguste Préault                                              | Place des Épars                                                                          | Inscrit MH (2017). | 1851         | 48° 26′ 39″ nord, 1° 29′ 00″ est | François Séverin Desgraviers-Marceau |
| Monument à Louis Pasteur,         | Paul Richer, sculpteur                                       | Place de la République, rue Danièle-Casanova                                             | « PASTEUR » · Plaque de bronze fondue en 1942 ; réplique inaugurée en 1950. · Inscrit MH (2017). | 1903         | 48° 26′ 46″ nord, 1° 28′ 52″ est | Monument à Louis Pasteur             |
| Monument à Noël Ballay,           | Henri Allouard                                               | Square Noël-Ballay                                                                       | « À Noël Ballay, ses compatriotes, ses amis » · Groupe en bronze, envoyé à la fonte en 1942 sous le régime de Vichy. Un nouveau bronze à partir du moulage qui avait été effectué sur le groupe original avant sa destruction est inauguré en 1950. · Inscrit MH (2017). | 1904         | 48° 26′ 32″ nord, 1° 29′ 31″ est | Monument à Noël Ballay               |
| Monument du glaive brisé          | Marcel Courbier, sculpteur Jean Maunoury, architecte         | Place du Général-de-Gaulle                                                               | « À Jean Moulin, organisateur de la Résistance, héros et martyr et à tous ceux qui le suivirent » Granite rose Monument à Jean Moulin sur Commons. | 1948         | 48° 26′ 45″ nord, 1° 29′ 02″ est | Hommage à Jean Moulin (préfecture)   |
| Hommage à Jean Moulin             | Vladimír Škoda                                               | Jardin de l'Évêché                                                                       | | 1990         | 48° 26′ 55″ nord, 1° 29′ 20″ est | Hommage à Jean Moulin                |
| Les Croisés                       | Rachid Khimoune                                              | Intersection de la rue du Bois-Merrain, de la rue Marceau et de la rue de la Tonnellerie | | 1993         | 48° 26′ 41″ nord, 1° 29′ 11″ est | Les Croisés                          |
| Saint Fulbert                     | Bernard Damiano                                              | Cathédrale (parvis)                                                                      | | 1997         | 48° 26′ 50″ nord, 1° 29′ 12″ est | Saint Fulbert                        |
| Buste du docteur Gabriel Maunoury | Camille Gaté (à confirmer)                                   | Intersection de la rue du Docteur-Maunoury et de la rue Gabriel-Lelong                   | « Au docteur Gabriel Maunoury (1850-1926), chirurgien de l'Hôtel-Dieu, associé national de l’Académie de médecine, correspondant de la Société de chirurgie de Paris, officier de la légion d'honneur. Monument élevé par souscription ».                                | À déterminer | 48° 26′ 29″ nord, 1° 28′ 58″ est | Hommage au docteur Gabriel Maunoury  |
| La Dame voilée                    | Raoul Brandon                                                | Cimetière Saint-Cheron                                                                   | Statue ornant la sépulture familiale. | À déterminer | 48° 26′ 45″ nord, 1° 30′ 00″ est | La Dame voilée                       |

### Monuments aux morts
| Œuvre                                         | Auteur                                                              | Localisation           | Notes | Installation | Coordonnées                      | Illustration                                 |
| --------------------------------------------- | ------------------------------------------------------------------- | ---------------------- | --- | ------------ | -------------------------------- | -------------------------------------------- |
| Monument aux morts de la guerre de 1870-1871, | Henri Allouard, sculpteur Henri Nénot, architecte Thiébaut, fondeur | Place Châtelet         | « À la mémoire des enfants d'Eure-et-Loir morts pour la Patrie » « L'an MDCCCCI Émile Loubet étant président de la République, ce monument érigé par le gouvernement et par les citoyens d'Eure-et-Loir a été inauguré le XXVII octobre en présence de Joseph Caillaux ministre des finances, Émile Labiche sénateur président du Conseil général, Georges Fessard maire de Chartres » En collaboration avec Georges Loiseau-Bailly et Eugène-Jean Boverie | 1901         | 48° 26′ 51″ nord, 1° 29′ 04″ est | Monument aux morts de la guerre de 1870-1871 |
| Monument aux morts de la guerre de 1914-1918  | Henri Bouchard, sculpteur Léon Boucher, architecte                  | Butte des charbonniers | « Aux morts pour la patrie - Gloria victoribus - Marne - Verdun » Cinq statues symbolisent les différents corps d'armée : officier, génie, aviateur, poilu et artilleur. Monument aux morts de la guerre 1914-1918 sur Commons | 1923         | 48° 27′ 02″ nord, 1° 29′ 07″ est | Monument aux morts de la guerre de 1914-1918 |

### Fontaines
- Voir ci-dessus le monument aux morts de la guerre de 1870-1871, place Châtelet.